# JNCO
JNCO (prononcé "Jenco"), abréviation de "Judge None, Choose One", est une entreprise de vêtements basée à Los Angeles spécialisée dans les jeans et les t-shirts. 

## Particularité
Cette firme populaire dans les années 1990 aux États-Unis a été fondée par les frères Jacques et Milo Revah. La popularité de cette entreprise est due à ses jeans non conventionnels, d'une taille plus grande que la normale voulant défier et bouleverser les manières de s'habiller. Les jeans JNCO ont principalement été vendus dans des magasins spécialisés et leur popularité s'est accrue au milieu des années 1990 notamment grâce aux cultures urbaines (hip-hop, hardcore ou encore le skateboard). La particularité des jeans JNCO est qu'ils étaient amples avec de grandes poches arrière conçues à l'origine pour tenir les bombes de peinture. Le logo de cette marque (symbolisant la couronne) a été conçu par un artiste nommé Joseph Montalvo, aussi connu sous le nom de Nuke. 

## Styles
Plusieurs modèles de JNCO ont été produits, souvent de l'ultra-large même si certains ont respecté les règles conventionnelles. Les modèles les plus connus des Jeans JNCO sont les mammouths, les Bouddhas, les rhinocéros, et les kangourous.

## Situation
Dès 1995, les ventes ont commencé à augmenter allant de 36 millions de dollars à 66 millions. Leur popularité continue en 1997 avec 136.1 millions de dollars de vente allant jusqu'à un pic en 1998. Après leur pic de ventes de 1998 s'élevant à 186.9 millions de dollars, les ventes ont subitement été divisées par deux en 1999. Une année plus tard, les deux frères ont fermé leur principale usine pour cause de banqueroute. 
Après 15 ans de fermeture, le directeur général de JNCO  Steven Sternberg, a lancé une nouvelle ligne de vêtements, comprenant jeans, shorts et vestes.